# Nannaria shenandoah
Nannaria shenandoah är en mångfotingart som beskrevs av Hoffman 1949. Nannaria shenandoah ingår i släktet Nannaria och familjen Xystodesmidae. Inga underarter finns listade i Catalogue of Life.